# Área metropolitana de Minneapolis-Saint Paul
Minneapolis-Saint Paul, oficialmente área estadística metropolitana de Minneapolis-St. Paul-Bloomington, MN-WI, MSA según la denominación utilizada por la Oficina del Censo de los Estados Unidos; es el área metropolitana más grande del estado de Minnesota, Estados Unidos, y está compuesta por 186 ciudades y municipios. Construida a lo largo de los ríos Misisipi, Minnesota y St. Croix, el área metropolitana es a menudo llamada Ciudades Gemelas o Twin Cities por sus dos grandes ciudades, Mineápolis y Saint Paul, siendo la última la capital estatal.
Cuenta con una población de 3.279.833 habitantes según el censo de 2010, y con una superficie de 16.483 km².

## Composición
Está integrada por 11 condados ubicados en Minnesota, junto con su población según los resultados del censo 2010:
- Anoka – 330.844 habitantes
- Carver – 91.042 habitantes
- Chisago – 53.887 habitantes
- Dakota – 398.552 habitantes
- Hennepin – 1.152.425 habitantes
- Isanti – 37.816 habitantes
- Ramsey – 508.640 habitantes
- Scott – 129.928 habitantes
- Sherburne – 88.499 habitantes
- Washington – 238.136 habitantes
- Wright – 124.700 habitantes;

más otros 2 condados ubicados en Wisconsin:
- Pierce – 41.019 habitantes
- St. Croix – 84.345 habitantes

## Área estadística metropolitana combinada
El área estadística metropolitana combinada de Minneapolis-St. Paul-St. Cloud, MN-WI, CSA está formada por el área metropolitana de Minneapolis-St. Paul junto con los condados de:
- Goodhue – 46.183 habitantes
- McLeod – 36.651 habitantes
- Rice – 64.142 habitantes
- Stearns – 150.642 habitantes (que a su vez es parte también del área metropolitana de St. Cloud);

totalizando 3.577.451 habitantes (2010) en un área de 24.751 km².